# André Porthault
André Porthault (nacido el 17 de agosto de 1941) es un tirador deportivo francés. Compitió en el evento de pistola libre de 50 metros para hombres en los Juegos Olímpicos de Verano de 1976.